# ادی‌هازاش‌کسو
اِدْیْ‌هازاش‌کِسو (به مجاری: Egyházaskesző) یک شهرداری در مجارستان است که در ناحیه پاپا واقع شده‌است. اِدْیْ‌هازاش‌کِسو ۲۰٫۱۲ کیلومتر مربع مساحت و ۵۸۲ نفر جمعیت دارد.